# Breitenbach, Bas-Rhin
Breitenbach je občina v departmaju Bas-Rhin francoske regije Alzacija.
Leta 2009 je v občini živela 701 oseba oz. 60 oseb/km².